# 袋森林獸屬
袋森林獸屬為已滅絕的雙門齒科有袋類，生存於中新世早期。牠們是以牧食為主的動物，體型約與現存的綿羊相當。
袋森林獸最著名的化石是發現於昆士蘭州里弗斯利，被名為「瑪丹娜與其子（"Madonna and Child"）」，兩具緊緊相依的顱骨化石，被認為是屬於一對母子，且在牠們死亡時幼崽可能仍在母親的育兒袋內。
袋森林獸體長約為1米（3英尺3英寸），顱骨長度約25 cm（9.8英寸），屬於植食性，以熱帶雨林中柔軟的植物組織如葉片及嫩莖為食。袋森林獸屬屬於雙門齒科，與雙門齒獸及現存的無尾熊與袋熊為近親。